# USS Yorktown (CV-10)
USS Yorktown (CV-10) je letadlová loď Námořnictva Spojených států, která působila ve službě v letech 1943–1970 a která od roku 1975 funguje jako muzeum v Mount Pleasant. Jedná se o druhou jednotku třídy Essex (verze s krátkým trupem).
Původně byla pojmenována USS Bon Homme Richard. Její stavba byla zahájena 1. prosince 1941 v loděnici Newport News Shipbuilding v Newport News ve Virginii. Po potopení USS Yorktown (CV-5) v červnu 1942 byla o tři měsíce později přejmenována na její počest na USS Yorktown. K jejímu spuštění na vodu došlo 21. ledna 1943, do služby byla zařazena 15. dubna 1943. Do roku 1945 se účastnila operací v Tichém oceánu v rámci druhé světové války. V roce 1947 byla přeřazena do rezerv, kde zůstala do roku 1953. Roku 1952 byla mezitím překlasifikována na útočnou letadlovou loď CVA-10 a v období 1951–1953 podstoupila modernizaci SCB-27A. Nedlouho po návratu do aktivní služby prošla během roku 1955 modernizačním programem SCB-125 (mj. úhlová letová paluba). V roce 1957 byla její klasifikace změněna na protiponorkovou letadlovou loď CVS-10. Po roce 1964 se zapojila do války ve Vietnamu, roku 1968 asistovala při přistání návratového modulu vesmírného letu Apollo 8. Ze služby byla vyřazena 27. června 1970, poté zůstala odstavena a v roce 1975 se stala součástí muzea v Mount Pleasant v Jižní Karolíně, kde je zpřístupněna veřejnosti. Od roku 1986 je historickou památkou.